# Dartington Hall
Dartington Hall ist ein Herrenhaus bei Totnes in der Grafschaft Devon in Großbritannien. Das als Kulturdenkmal der Kategorie Grade I klassifizierte Herrenhaus wurde bekannt als Standort der Dartington Hall School.

## Geschichte
Das Gelände von Dartington Hall wurde vermutlich schon zu römischer Zeit besiedelt, erstmals wird Dartington 833 in einer königlichen Urkunde genannt. Um 1100 gehörte es dem normannischen Adligen Robert Fitz Martin, nach dessen Tod blieb es im Besitz seiner Nachkommen. Durch Heirat fiel es 1343 an James Audley, 3. Baron Audley of Heleigh, der es jedoch 1348 wieder an die Krone übergeben musste.
Richard II. gab das Gut an seinen Halbbruder John Holland. Nachdem dieser zum Earl of Huntingdon und schließlich zum Herzog von Exeter ernannt worden war, baute er Dartington Hall zu seiner Residenz aus. Bis 1475 blieb es im Besitz der Erben Hollands. Nach dem Tod Henry Hollands 1475, fiel es an den zweiten Ehemann seiner Witwe Anne of York, Thomas St. Leger. Nach dessen erfolgloser Rebellion gegen Richard III. 1483 fiel Dartington Hall wieder an die Krone. 1487 wurde das Gut auf Lebenszeit an Margaret Beaufort vergeben, Heinrich VIII. vergab das Gut nacheinander an zwei seiner Ehefrauen, an Katharina Howard und an Katharina Parr.
1559 erwarb Arthur Champernowne das Anwesen. Nach dem Tod von Rawlin Champernowne 1774 erbte die Familie Harrington Dartington Hall. Die Familie verarmte im 19. Jahrhundert, so dass sie zu Beginn des 20. Jahrhunderts große Teile ihres Landbesitzes verkaufen musste. 1925 erwarb das Ehepaar Dorothy und Leonard Elmhirst Dartington Hall mit den verbliebenen 320 Hektar Landbesitz. Die mittelalterliche Halle war zu diesem Zeitpunkt ohne Dach und verfallen, die anderen Gebäude wurden landwirtschaftlich genutzt und waren arg heruntergekommen. Die Elmhirsts erwarben den Landsitz als Standort für ihre Schule Dartington Hall School und investierten in den folgenden Jahren viel Zeit und Geld, um die Gebäude zu renovieren und zu erweitern. Neben der Restaurierung der mittelalterlichen Gebäude wurden Architekturkritiker aus ganz Europa und Nordamerika auf Dartington Hall aufmerksam, als der amerikanisch-schweizerische Architekt William Lescaze das High Cross House, mehrere Wohnhäuser, drei Schlafhäuser für die Schüler sowie die Verwaltung im Stil der Moderne baute sowie Walter Gropius bei dem Umbau einer alten Scheune in ein Theater mitwirkte.
1961 wurde in Dartington Hall das Dartington College of Arts gegründet, eine Kunsthochschule, deren Disziplinen u. a. Theater, Musik und Choreographie umfassten. Die akademische Zusammenarbeit erfolgte mit der Universität von Plymouth. 2008 wurde das College mit dem University College Falmouth zusammengelegt und nach Falmouth verlegt.

## Heutige Nutzung
Die Dartington Hall School wurde 1987 geschlossen. Das Anwesen wird heute von der gemeinnützigen Stiftung Dartington Hall Trust verwaltet und dient als Zentrum für Kunst, soziale Gerechtigkeit und Nachhaltigkeit. Das Gelände und der Park sind frei zugänglich, in der großen Halle finden zahlreiche Veranstaltungen statt.
Seit 1991 arbeitet das Schumacher College in Dartington als ein führendes Zentrum für umweltverträgliche, wirtschaftliche und soziale Nachhaltigkeit.
Seit 1947 findet jährlich die mehrwöchige International Summer School of Music in Dartington statt, die Amateurmusikern die Gelegenheit gibt, zusammen mit führenden Musikern aus der ganzen Welt zu spielen und Raum für musikalische Experimente und neue Formen der Zusammenarbeit bietet.

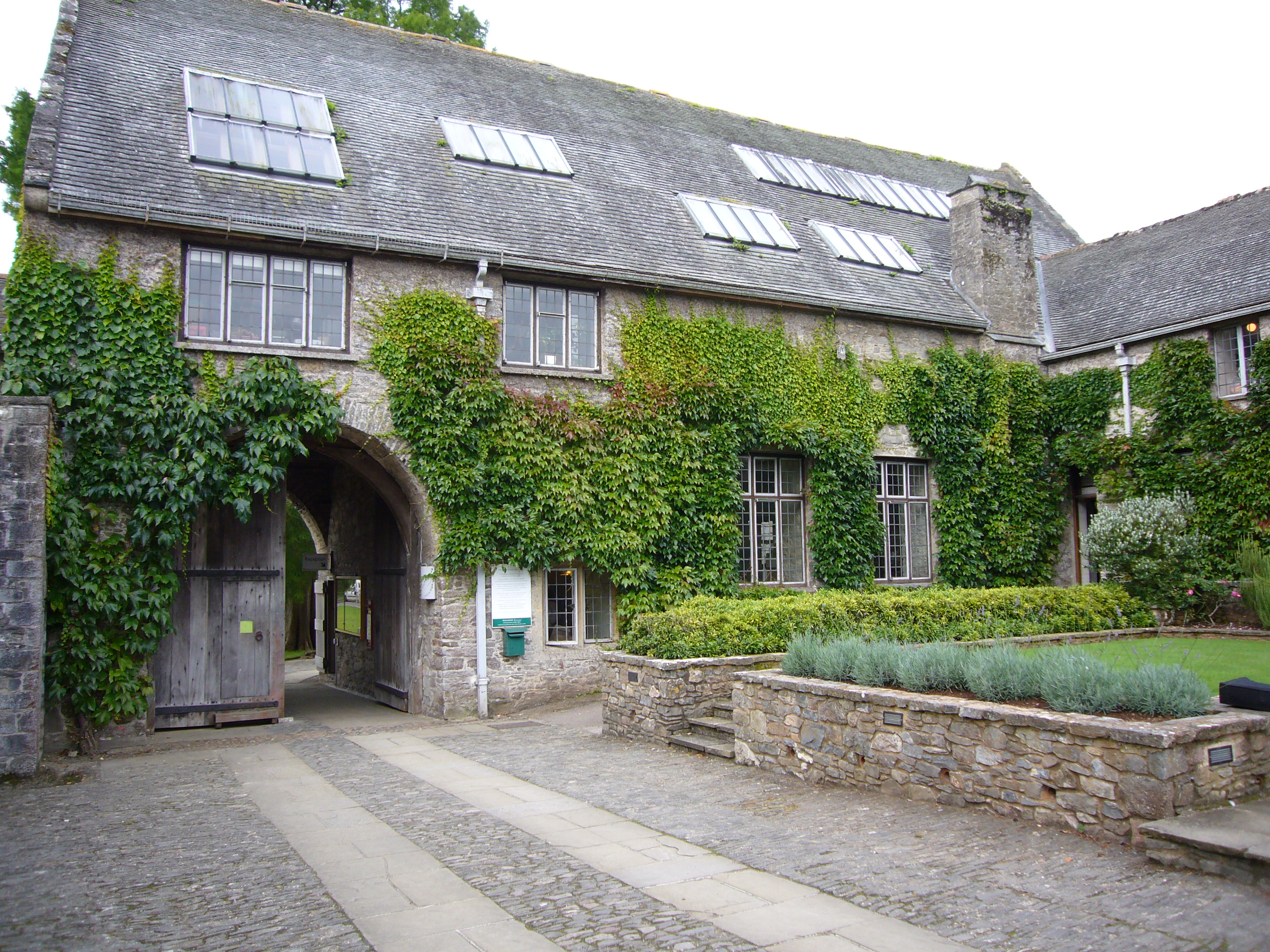
Torhaus

## Anlage
Das Herrenhaus liegt oberhalb des Tales des Flusses Dart inmitten eines 485 Hektar großen Anwesens. Die heute noch vorhandene große Halle und die weiteren Gebäude um den Innenhof stammen noch von der gegen Ende des 14. Jahrhunderts erbauten Residenz von John Holland. Ausgrabungen südlich der großen Halle brachten die Überreste von mindestens drei älteren Gebäuden zu Tage, davon ein freistehendes Steingebäude aus dem frühen 14. Jahrhundert. Die Residenz von John Holland war um zwei Höfe angelegt, die vollständig von Gebäuden umgeben waren. Die Anlage wurde im 15. und 16. Jahrhundert mehrfach umgebaut, um 1700 wurde ein Teil des inneren Hofes, im frühen 19. Jahrhundert die meisten Bauten des äußeren Hofes abgerissen. Nachdem die Anlage im 19. Jahrhundert weiter verfiel, wurden die Gebäude von 1926 bis 1936 restauriert.
Die heutige Anlage besteht aus einem mit Gras bewachsenen Innenhof, der auf drei Seiten noch von ursprünglich aus dem 14. Jahrhundert stammenden Gebäuden umgeben ist. Das Gebäude rechts des bescheidenen Portals ist der älteste erhaltene Teil des Anwesens und diente vermutlich als Stallung. Das langgestreckte niedrige Gebäude gegenüber stammt aus dem späten Mittelalter und diente als Scheune. Unter Beteiligung von Walter Gropius wurde es im 20. Jahrhundert in ein Theater umgebaut. Der langgestreckte Westflügel enthielt im Mittelalter die Unterkünfte für das Gefolge der Herzöge und erhielt sein heutiges Aussehen um 1740. Im Süden liegt der mittelalterliche Hallenflügel mit einem großen Portalvorbau, der neben der mittelalterlichen Küche die große Halle mit vier Spitzbogenfenstern enthält.
Dartington Hall ist einer der bemerkenswertesten Herrenhäuser in Devon. Es ist nicht nur das größte mittelalterliche Anwesen im westlichen England, sondern war auch nie mit Mauern, Türmen oder Gräben befestigt, was für ein mittelalterliches Herrenhaus sehr ungewöhnlich ist.

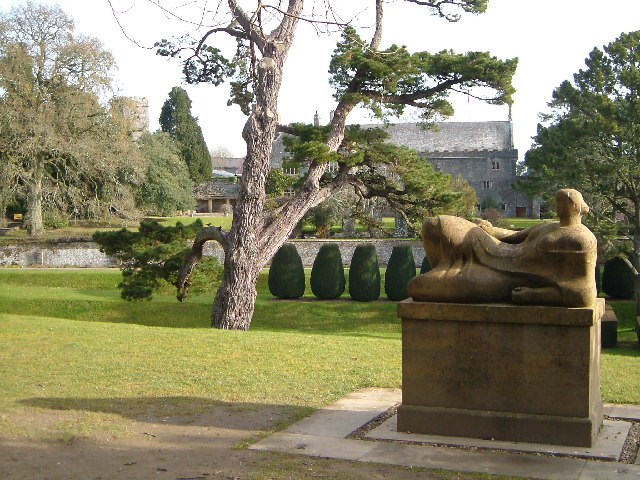
Terrassengarten mit Moores Liegende

### Garten
Der Innenhof des ehemaligen Herrenhauses wurde 1933 bis 1938 als Garten von Beatrix Farrand neu gestaltet. Der Terrassengarten im Süden war im 17. Jahrhundert als formaler Parterregarten angelegt worden. Heute ist das Herrenhaus im Süden und im Westen von Gärten umgeben, die in einen Park übergehen. Der älteste Baum der Anlage ist eine etwa 2000 Jahre alte Eibe. Die Gärten sind mit mehreren Skulpturen verziert, unter anderem der Liegenden, einer 1947 von Henry Moore gefertigten Sandsteinskulptur. Der von Dorothy Elmhirst neu angelegte Garten besitzt große Magnolien und Kamelienbeete und ist von Blumenrabatten begrenzt. Zentrum der Anlage im Westen ist eine Wiese mit steilen Grasterrassen und den Zwölf Aposteln, einem Spalier aus 300-jährigen Eiben. Der Platz wurde vermutlich im Mittelalter als Turnierplatz angelegt und heute noch so bezeichnet. Unweit des alten Kirchturms von St. Mary wurde 1990 von Phil Booth ein japanischer Garten angelegt.

### Kirchturm von St. Mary
Der kleine Kirchturm, der über dem Dach des Westflügels sichtbar ist, ist der einzige Rest der alten Kirche St. Mary, der früheren Kirche von Dartington. Die Kirche wurde 1878 abgebrochen, eine neue Kirche wurde 1200 Meter westlich an der Kreuzung nach Buckfastleigh unter teilweiser Verwendung des alten Materials von John L. Pearson erbaut. Der erhaltene Turm stammt aus dem 13. Jahrhundert und wurde vermutlich im 15. Jahrhundert erhöht. Der Turm ist noch von einer Reihe alter Grabsteine umgeben.

### High Cross House

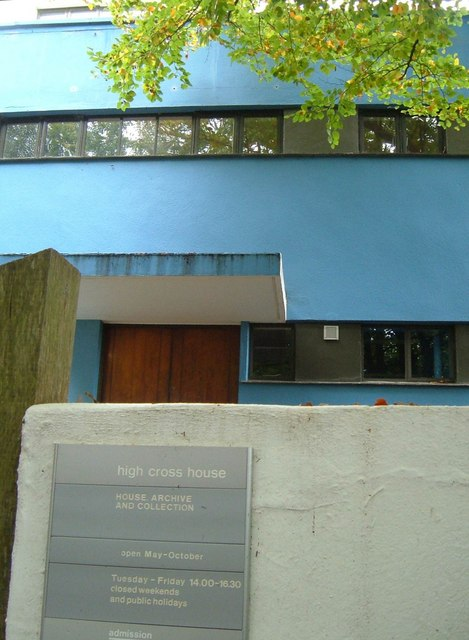
High Cross House

An der Zufahrt zum Herrenhaus liegt das High Cross House, das zu den bedeutendsten Bauwerken der klassischen Moderne in Großbritannien gezählt wird. Das aus Ziegeln erbaute, zweigeschossige Haus besteht aus blau und weiß verputzten, ineinandergehenden Kuben sowie einem kleineren Anbau mit abgerundeten Ecken. Die mit Brüstungen versehenen Flachdächer sind teils als Dachterrassen zugänglich. Das großzügige Gebäude wurde 1932 von dem schweiz-amerikanischen Architekten William Lescaze für William Curry, den Schulleiter von Dartington Hall, entworfen. Das Haus öffnet sich in mehreren Terrassen und ist reich durchfenstert. Innen ist es farbig gestaltet, einige Räume besitzen noch Bauhaus-Möbel und die originale, von Lescaze entworfene Einrichtung.
Das Haus gehört zum Dartington Hall Trust, nach der Schließung der Schule diente es als Ausstellungsraum für die Sammlung moderner Kunst, die von den Elmhirsts begründet wurde. Von 2012 bis 2013 wurde es vom National Trust als Ausstellungsraum für zeitgenössische Kunst und als Veranstaltungsraum betrieben, aufgrund zu geringer Besucherzahlen aber Ende 2013 wieder geschlossen.